# Fattore V di Leiden
Il fattore V di Leiden, chiamato anche solo fattore di Leiden, o fattore V di Leida (dalla città di Leida nei Paesi Bassi, dove fu identificato per la prima volta nel 1994 dal gruppo di ricerca del professore Rogier Bertina), è una variante della proteina fattore V umana. Questa variante aumenta il rischio di trombosi venosa poiché causa uno stato di ipercoagulabilità del sangue. Si può indicare anche come fVLeiden.
Il fattore V di Leiden è la causa di ipercoagulabilità ereditaria più diffusa negli eurasiatici.

## Epidemiologia
Si stima che circa il 3% della popolazione mondiale abbia il fattore V di Leiden e la maggior parte delle persone con questo fattore predisponente non manifesterà problemi clinici di trombosi. In America del Nord, differenti studi scientifici hanno rilevato una prevalenza di circa il 5% dei caucasici, mentre la variazione è più rara tra gli ispanici e tra gli afroamericani ed è molto rara tra gli asiatici.
Fino al 25-30% dei pazienti con una trombosi venosa profonda o un'embolia polmonare hanno questo polimorfismo. Il rischio dell'evento trombotico è comunque dato dall'interazione tra i vari fattori di rischio, di cui il fattore V alterato fa parte. Può giocare, ad esempio, un piccolo ruolo in un evento trombotico in un anziano sottoposto a un intervento di chirurgia maggiore, poiché sia l'età sia interventi chirurgici complessi innalzano la probabilità che si verifichi il danno. In questo senso eventuali fattori di rischio acquisiti per la trombosi venosa (come il fumo, l'uso della pillola anticoncezionale, operazioni chirurgiche recenti e l'immobilizzazione a letto) aumentano la probabilità di sviluppare una trombosi venosa profonda, sommando i rischi di ciascuna causa, o agendo sinergicamente (ossia portando a un rischio finale più grande della somma dei due rischi iniziali, come nell'associazione tra fattore V di Leiden e contraccettivi orali).
Ereditare una o due copie del gene mutato porta, poi, un rischio diverso di sviluppare una trombosi: si calcola che l'avere una copia (eterozigosi) aumenti il rischio da due a otto volte, mentre averne due copie (omozigosi) - quindi una da ciascun genitore - possa aumentare il rischio da venti fino a ottanta volte. Considerando che il rischio di sviluppare una trombosi, nella popolazione è complessivamente pari a circa 1 su 1000 all'anno, la presenza di una copia del gene del fattore V Leiden aumenta il rischio tra 1 su 250 a 1 su 125. Avere due copie può portare il rischio fino a 1 su 12. La condizione di omozigosi è necessariamente più rara dell'eterozigosi, ed è stimata in circa l'1% delle persone con fattore V di Leiden.
Le donne con il fattore V di Leiden hanno un aumentato rischio di trombosi venosa profonda e di embolia polmonare durante la gravidanza. Inoltre, potrebbe esserci un piccolo aumento dei rischio di preeclampsia o di basso peso alla nascita, aborto o morte fetale: tutto ciò potrebbe essere causato o da trombosi della placenta, cordone ombelicale o del feto (nel caso in cui questo abbia ereditato geni mutati) o da influenze che il sistema della coagulazione potrebbe avere nello sviluppo placentare. Un fatto da notare è che molte di queste donne hanno più gravidanze senza alcun problema, mentre altre possono avere ripetutamente complicazioni della gravidanza.

## Fisiopatologia

La cascata della coagulazione

Il fattore V è uno dei peptidi coinvolti nella cascata coagulativa plasmatica. Svolge la sua azione come cofattore del fattore X per attivare l'enzima protrombina (fattore II) a trombina, il quale, a sua volta, spezza la molecola di fibrinogeno a fibrina, che polimerizza in una grossa rete proteica che intrappola le cellule ematiche dando origine al coagulo. Il suo effetto pro-coagulante è normalmente inibito dalla proteina C attivata (PCa, un anticoagulante naturale) che limita l'estensione del coagulo attraverso il taglio del fattore V attivato a livello di una unità di arginina rendendolo inattivo. Una variazione del gene (polimorfismo) comporta la sostituzione dell'arginina con un altro aminoacido, la glutammina, la quale impedisce il taglio da parte della proteina C attivata. Il fattore mutato (detto di Leiden, dalla città in cui fu scoperto) diventa così resistente all'azione della proteina C attivata e ha una maggiore attività pro-coagulante che predispone alla trombosi. L'ipercoagulabilità determinata dal fattore di V di Leiden rientra negli elementi predisponenti la trombosi venosa profonda (TVP), riassunti nella "triade di Virchow": danno endoteliale, stasi venosa, stati di ipercoagulabilità.
Il fattore V di Leiden è una variante genetica autosomica dominante, condizione che si esprime con penetranza incompleta, e porta a un fattore V che non può essere facilmente degradato dalla proteina C attivata. Il gene che codifica per la proteina è F5. La mutazione di questo gene—una mutazione puntiforme (in inglese Single Nucleotide Polymorphism, SNP) è localizzata nell'esone 10. L'alterazione consiste in una sostituzione missenso che cambia un amminoacido da arginina a glutammina. La posizione iniziale della variante genetica può essere la posizione 1691 o 1746.
Di conseguenza, l'amminoacido variante può essere in posizione 506 o 534. Poiché la nomenclatura non è standardizzata, il polimorfismo può essere indicato in modi diversi, come G1691A, c.1601G>A, 1691G>A, c.1746G>A, p.Arg534Gln, Arg506Gln, R506Q o rs6025. Poiché questo amminoacido è nel punto in cui normalmente la proteina C attivata cliva il fattore V, la variante riduce la capacità di inattivare questo fattore. Rimanendo attivo, questo continua a produrre trombina: si forma così un eccesso di fibrina e un coagulo eccessivo.
L'eccesso di coagulazione provocato da questa alterazione è quasi totalmente ristretto alle vene, dove si può manifestare con una trombosi venosa profonda. Il trombo venoso, se si frammenta, può embolizzare: i frammenti del coagulo possono, cioè, viaggiare nel sangue fino alla parte destra del cuore e arrivare ai polmoni, dove possono incunearsi nei vasi polmonari e causare un'embolia polmonare. Le donne che hanno questa anomalia hanno anche un maggior rischio di aborto e di morte fetale.
Al contrario, è molto raro che questa variante possa provocare trombi arteriosi e, di conseguenza, ictus o infarti cardiaci; è più comune, invece, l'attacco ischemico transitorio.
I rischi esposti sono maggiori per chi ha entrambi gli alleli mutati (omozigote) rispetto a chi ne ha solo uno. In più, poiché questa alterazione si manifesta con una dominanza incompleta, soggetti con la stessa variazione possono manifestare gradi diversi di rischio.

## Diagnosi
Il sospetto che la presenza del fattore V di Leiden abbia causato un evento trombotico va considerata in ogni paziente caucasico sotto i 45 anni, o in ogni persona con una storia familiare di trombosi venosa.
Ci sono vari metodi per diagnosticare questo fattore di rischio: la maggior parte dei laboratori esegue un test di screening con veleno di serpente (ad esempio, il tempo di veleno della vipera di Russell - dRVVT) o con il test dell'PTT. In entrambi questi metodi, il tempo necessario per formare il coagulo è ridotto. Si può misurare un rapporto della capacità della proteina C attivata di inattivare il fattore V col confronto di un test con l'aggiunta di proteina C attivata e un altro senza. Questa categoria di test è semplice e rapida, alla portata della maggior parte dei laboratori ospedalieri.
È disponibile anche un test genetico per rilevare questa variazione: la sostituzione amminoacidica rimuove un sito di clivaggio per l'endonucleasi di restrizione MnlI. L'amplificazione del DNA con la PCR, il trattamento con l'enzima MnlI, e l'elettroforesi del DNA risultante possono, infine, portare alla diagnosi.

## Terapia
Le donne con questa variante genetica dovrebbero evitare i fattori di rischio per la trombosi, l'uso di contraccettivi orali e richiedere una profilassi anticoagulante (eparina) in caso di traumi od operazioni chirurgiche.
In caso di interventi medici che aumentino il rischio di trombosi venosa, il fattore V di Leiden viene considerato per modulare la terapia anticoagulante alle necessità.